# 雲南省
雲南省（うんなんしょう、中国語: 云南省、拼音: Yúnnán Shěng, 英語: Yunnan Province）は、中華人民共和国西南部に位置する省。
省都は昆明市。略称は雲、又は滇（てん）。
省名は雲嶺（四川省との境の山地）の南にあることに由来する。

## 歴史

### 古代
古代には中国の勢力が浸透して郡県が設置されたこともあったが晋代には再び後退し、諸民族が分立した。
唐代には南詔が出現して統一王国を形成し、宋代には大理国がこれに代わった。
大理国はモンゴル帝国のクビライに征服され、名目的には元代の雲南等処行中書省が置かれたが、クビライの庶子のフゲチを祖とする梁王家の世襲の所領とされた。
クビライが設けた三大王国・二小王国のうちの後者の一つである。この梁王国は大理の旧王家段氏の協力のもと、1390年までこの地を支配し続けた。

### 明・清
明代の洪武帝により梁王国が滅ぼされた際、段氏は梁王家を裏切り、その功績により再びこの地の王として復帰し、大理王国を復活させようと目論んだ。
しかしこの地の東アジア有数の銀山に目をつけていた洪武帝はこの地の統治を段氏に委ねることを拒否、この地を併合して直接支配下に組み込み、南詔以来の独立王国の歴史は終焉を迎えた。
明代には雲南布政使司が置かれ、清代に雲南省が成立した。
明代以後、漢民族が大量に流入して多数を占めるようになり漢民族の地になった。
清末期には、この地に居住するイスラム教徒の回族が反乱を起こし、漢族と回族の紛争が続いた（回民蜂起参照）。
1855年から1873年にかけては雲南省でパンゼーの乱が起こっている。

### 日中戦争・第二次世界大戦
日中戦争間は援蒋ルートをめぐって中国国民党軍と日本軍との間で攻防戦（拉孟・騰越の戦い・ビルマの戦い）が繰り広げられた。

### 現代
- エネルギー資源計画

21世紀初頭から、エネルギー資源計画にもとづいた中国・ビルマ・パイプラインと大型船が寄港可能な港湾施設の建設が始まった。チャウッピューの港湾でポートスーダンからの石油を陸揚げ可能になり、石油パイプラインで昆明まで輸送が可能になる予定である。
- 国際ビジネスに関わる航空インフラ環境

雲南省と日本国とは複数の航空会社が運航する航空路線で結ばれており、本拠地とする中国東方航空や雲南祥鵬航空により、省内中心都市昆明市の空の玄関口である昆明長水国際空港から日本の三大都市圏（東京・大阪・名古屋）の国際空港との間で定期国際便が運航されている。高いビジネス需要によって、時期によってはこれらの路線にA330などの大型機が投入される事もあり、活況を呈している。
- 2011年12月20日 重点国境経済協力区域「耿馬（孟定）国境経済協力区域」の重点プロジェクト着工。
  - 清水河港
  - 昆孟道路の清水河にかかる道路と橋（ミャンマーと雲南省を結ぶ）

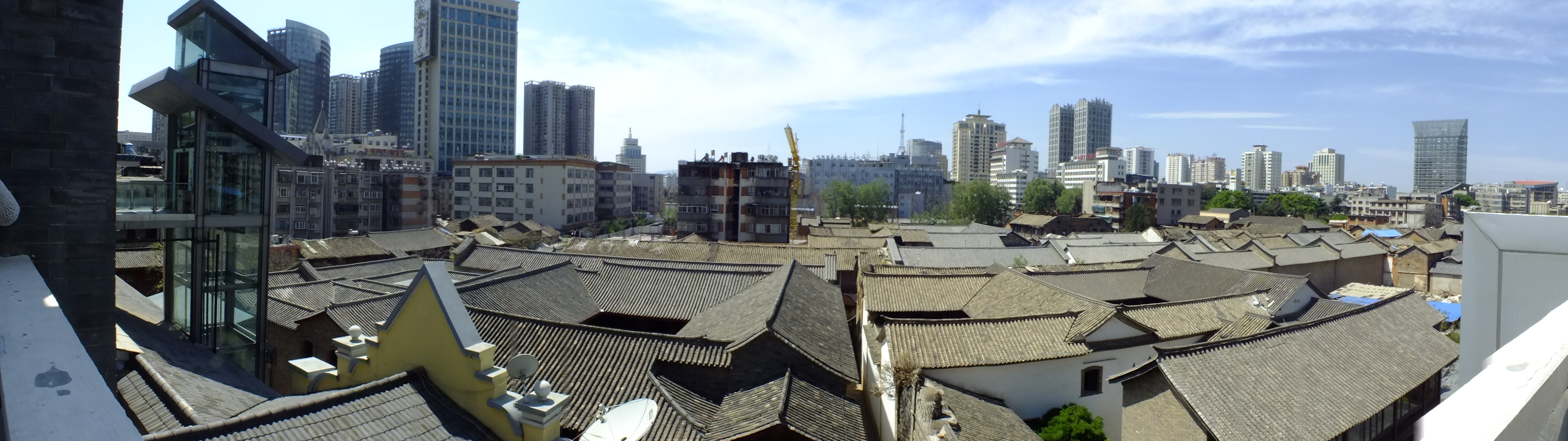
都市化が著しく近代的なビル群と古い町並みが混在する昆明市五華区

  - 孟定空港

## 行政区画
8地級市と8自治州が17市轄区・18県級市・65県・29自治県を管轄する。詳細は下部データボックスを参照。
| No.              | 名称                         | 中国語表記           | 拼音                              | 面積 (Km2) | 人口 (2020年) | 政府所在地     |
| ---------------- | ---------------------------- | -------------------- | --------------------------------- | ---------- | ------------- | -------------- |
| #                | 雲南省                       | 云南省               | Yúnnán Shěng                      | 394,100.00 | 47,209,277    | 昆明市         |
| 雲南省の行政区画 |                              |                      |                                   |            |               |                |
|                  |                              |                      |                                   |            |               |                |
| — 地級市 —       |                              |                      |                                   |            |               |                |
| 1                | 昆明市                       | 昆明市               | Kūnmíng Shì                       | 21,001.28  | 8,460,088     | 呈貢区         |
| 2                | 曲靖市                       | 曲靖市               | Qǔjìng Shì                        | 28,939.41  | 5,765,775     | 麒麟区         |
| 3                | 玉渓市                       | 玉溪市               | Yùxī Shì                          | 14,941.53  | 2,249,502     | 紅塔区         |
| 4                | 保山市                       | 保山市               | Bǎoshān Shì                       | 19,064.60  | 2,431,211     | 隆陽区         |
| 5                | 昭通市                       | 昭通市               | Zhāotōng Shì                      | 22,439.76  | 5,092,611     | 昭陽区         |
| 6                | 麗江市                       | 丽江市               | Lìjiāng Shì                       | 20,557.25  | 1,253,878     | 古城区         |
| 7                | 普洱市                       | 普洱市               | Pǔ'ěr Shì                         | 44,264.79  | 2,404,954     | 思茅区         |
| 8                | 臨滄市                       | 临沧市               | Líncāng Shì                       | 23,620.72  | 2,257,991     | 臨翔区         |
| — 自治州 —       |                              |                      |                                   |            |               |                |
| 9                | 徳宏タイ族チンポー族自治州   | 德宏傣族景颇族自治州 | Déhóng Dǎizú Jǐngpōzú Zìzhìzhōu   | 11,171.41  | 1,315,709     | 芒市           |
| 10               | 怒江リス族自治州             | 怒江傈僳族自治州     | Nùjiāng Lìsùzú Zìzhìzhōu          | 14,588.92  | 552,694       | 瀘水市         |
| 11               | デチェン・チベット族自治州   | 迪庆藏族自治州       | Díqìng Zàngzú Zìzhìzhōu           | 23,185.59  | 387,511       | シャングリラ市 |
| 12               | 大理ペー族自治州             | 大理白族自治州       | Dàlǐ Báizú Zìzhìzhōu              | 28,299.43  | 3,337,559     | 大理市         |
| 13               | 楚雄イ族自治州               | 楚雄彝族自治州       | Chǔxióng Yízú Zìzhìzhōu           | 28,436.87  | 2,416,747     | 楚雄市         |
| 14               | 紅河ハニ族イ族自治州         | 红河哈尼族彝族自治州 | Hónghé Hānízú Yízú Zìzhìzhōu      | 32,167.67  | 4,478,422     | 蒙自市         |
| 15               | 文山チワン族ミャオ族自治州   | 文山壮族苗族自治州   | Wénshān Zhuàngzú Miáozú Zìzhìzhōu | 31,409.12  | 3,503,218     | 文山市         |
| 16               | シーサンパンナ・タイ族自治州 | 西双版纳傣族自治州   | Xīshuāngbǎnnà Dǎizú Zìzhìzhōu     | 19,107.05  | 1,301,407     | 景洪市         |

## 地理
全体に荒涼とした岩山が目立つ中国のなかで雲南省は緑の森林に恵まれている。
しかも地形が複雑で、南部の低地では亜熱帯性気候もあれば北部の高山地帯では亜寒帯性気候もあり、気候も多様である。
このため、動植物相が豊富で特に園芸の分野では新種の花卉の産地として知られる。
中華人民共和国の最西南部に位置し、南部でベトナム・ラオスと国境を接し、南部から西部にかけてミャンマーと接する。北西部はチベット自治区、北部は四川省、北東部は貴州省、東部は広西チワン族自治区と接する。

## 天然資源
東部は石灰岩台地で、カルスト地形の深い峡谷を川が流れる景勝地である。
西部は山地でサルウィン川とメコン川が流れる。
鉱物資源に恵まれ、錫・亜鉛、鉛、カドミウム、インジウム、タリウムの埋蔵は中国最大で、ほかにも鉄、石炭、銅、亜鉛、金、水銀、銀、アンチモンが豊富にある。
雲南省の降水量は中国平均の4倍で、水力発電が盛んである。

## 経済

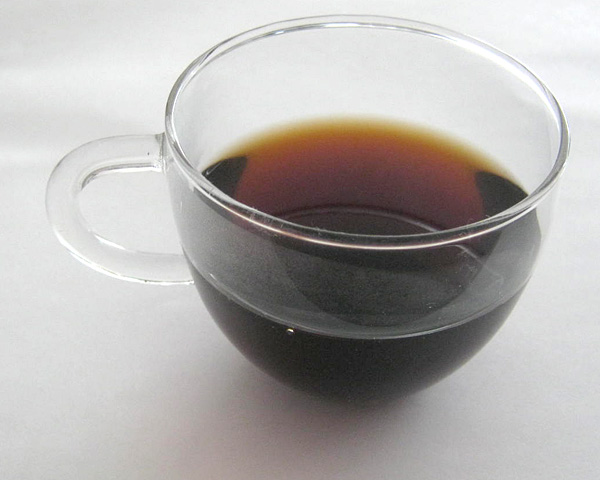
プーアル茶

省の政府工作報告によれば、2004年の全省生産総額(GDP)は対前年比11.5%増の2959.5億人民元であった。西部大開発政策の進展により、雲南ではベトナム、ミャンマーとの辺境貿易が活発化しており、対外輸出額は前年比33.6%増の22.4億米ドル、輸入額は前年比52%増の15億米ドルであった。財政総収入も前年比20.2%増の666.3億元となっている。

### 国境貿易

#### ミャンマー
- 瑞麗口岸

昆明からアジアハイウェイ14号線を西に進むと瑞麗市に至る。国境検問所の瑞麗口岸はシュウェリ川の姐告大橋を渡った先にある。検問所を通過するとシャン州のミューズとなる。そこからアジアハイウェイ14号線（ミャンマー国道3号線）を南西に下りラシオを経由しマンダレーに至る。マンダレーには河川港があり、イラワディ川の水運を利用できる。川はアンダマン海に注いでいる。
- 打洛口岸

昆明からアジアハイウェイ3号線を南西に進むと景洪市で西と南の2方向に分岐する。西に向かう路線を進むと国境検問所の打洛口岸に至る。検問所を通過するとシャン州モンラーとなる。アジアハイウェイ3号線（モンラ道路）を更に西に進むとチャイントンに至り、アジアハイウェイ2号線（ミャンマー国道4号線）に接続する。
- 清水河口岸

耿馬タイ族ワ族自治県の省道319号線と平行する昆孟道路の整備計画では、道路工事と中緬国境検問所の清水河口岸付近の整備が行われており、検問所付近にナンディン川を跨ぐ橋が建設される予定である。

#### ベトナム
- 河口口岸

昆明からアジアハイウェイ14号線を南東に進むと中越国境検問所の河口口岸に至る。検問所を通過するとラオカイとなる。アジアハイウェイ14号線はベトナムの首都ハノイに通じており、終着点は南シナ海に面する港湾都市ハイフォンである（南北経済回廊）。

#### ラオス
- モーハン口岸

景洪市で南に分岐したアジアハイウェイ3号線を進むと中国・ラオス国境にある国境検問所のモーハン口岸に至る（南北経済回廊）。

#### タイ
タイとは陸続きではないので、ラオスを中間に挟むトラックによる三国間陸上輸送か、国際河川のメコン河を用いた水運が交通手段となる。メコン河上流の瀾滄江は、普洱市・景洪市を流れる。船舶航行協定によって、普洱市思茅港から景洪市景洪港を通り下流のルアンパバーンまでの全長886キロメートル区間で自由貿易が可能となった。
- 思茅港

最も上流の国際港。これより上流には閘門不備のダムがある。
- 景洪港

景洪港－チエンセーン郡－チエンコーン郡間は旅客船や貨客船が運航されている。
- 関累港

思茅港や景洪港からの航路は乾季に水深が浅くなり船舶の積載能力が低下する。この為、航路の水深が十分確保できるよう下流に関累港を建設した。

### 特産
- プーアル茶
- 雲南コーヒー（中国におけるコーヒー生産の98%を占める）
- 雲南白薬
- 過橋米線
- 鮮花餅
- 紅糖

## 交通

### 航空
省都昆明市の昆明長水国際空港を始めとして、保山市・昭通市・麗江市・普洱市・臨滄市の各地級市、芒市・シャングリラ市・大理市・景洪市といった各県級市に空港が設置され中国各地と結ばれている。昆明長水国際空港は国際空港として東南アジア・南アジア・欧米各国の他、日本との航空路線も持つ。

### 鉄道
昆明市を中心に峨広線（成都方面）・滬昆線（貴陽方面）・南昆線（南寧方面）といった各鉄道路線が放射状に延びており、ベトナム国境の河口ヤオ族自治県までは昆玉河線が運行されている。ラオス国境の勐臘県までは玉磨線が運行されており、その先は中国ラオス鉄道に接続している。ミャンマー国境の瑞麗市までは大瑞線が建設中。またチベット自治区とを滇蔵線で結ぶ計画が存在しており、シャングリラ市まで開通している。
2012年には雲南省で初の地下鉄となる昆明軌道交通が試運転を開始した。
2016年末には滬昆旅客専用線、南昆旅客専用線といった高速鉄道路線が相次いで開業した。

### 道路
主な高速道路として、首都放射線を構成する京昆高速道路、南北縦貫線を構成する渝昆高速道路、東西横断線を構成する杭瑞高速道路・滬昆高速道路・汕昆高速道路・広昆高速道路が省内を通過している。ミャンマー国境の瑞麗市までは杭瑞高速道路、ラオス国境の勐臘県までは昆磨高速道路、ベトナム国境の河口までは開河高速道路が開通済みである。

## 教育
雲南第五回人口調査広報2002年1月7日雲南省統計局によると、2001年4月28日6歳及び6歳以上の人口の中に，高等教育（大学以上）の人口は85.3万人，約2.23%；中等教育（高校、専門学校など）の人口は278.0万人，約7.27%；初等教育（初中）の人口は899.4万人，約23.53%；小学教育人口は1896.3万人，約49.60%。
- 雲南大学
- 雲南民族大学

## 少数民族

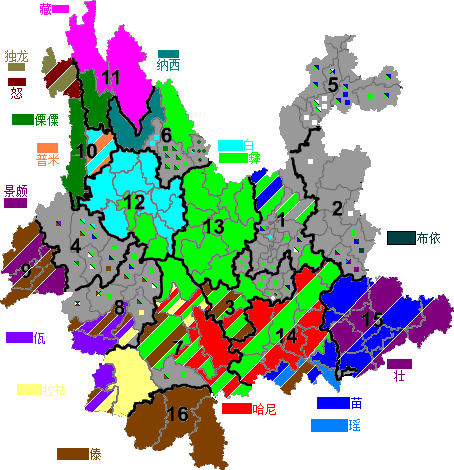
少数民族の分布

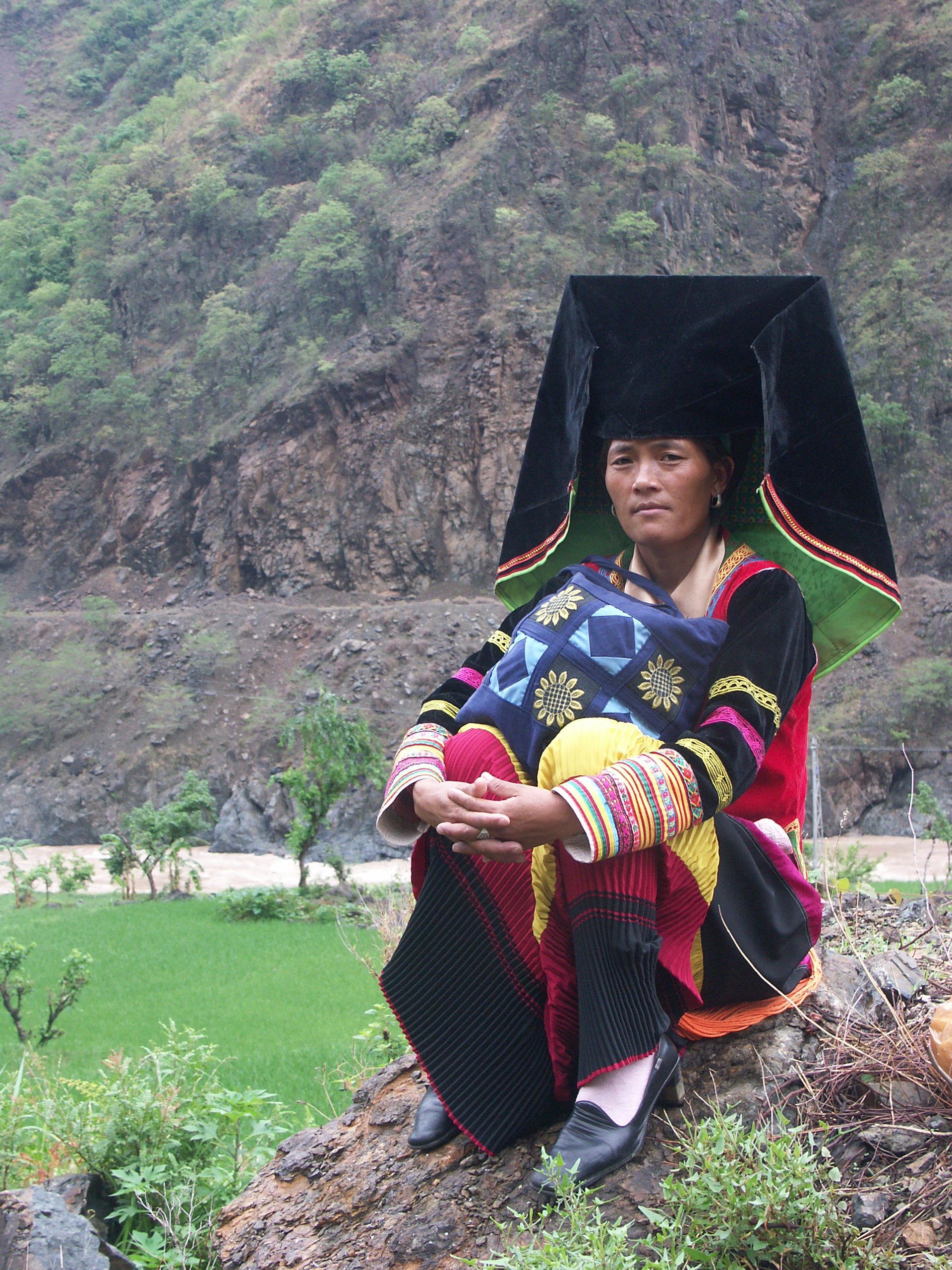
民族衣裳を纏ったイ族女性

中国の55の少数民族のうち25の民族が雲南省で暮らし、その中で最も多い少数民族はイ族で、400万を越えている。また中国では雲南省にしかいない少数民族が15ほど存在する。
省都の昆明に雲南民族村が観光用にある。

## 観光
梅里雪山、金沙江、怒江、瀾滄江、大理、麗江、シャングリラ（香格里拉）（旧中甸、ギャルタン）、シーサンパンナ（西双版納）、石林、九郷、元謀土林、虎跳峡、徳宏、楚雄、紅河、臨滄、普洱、元陽など。

### 世界遺産
- 麗江古城（1997年、文化遺産）
- 三江併流（2003年、自然遺産）
- 中国南方カルスト - 石林（2007年、自然遺産）
- 澄江化石埋蔵地（2012年、自然遺産）

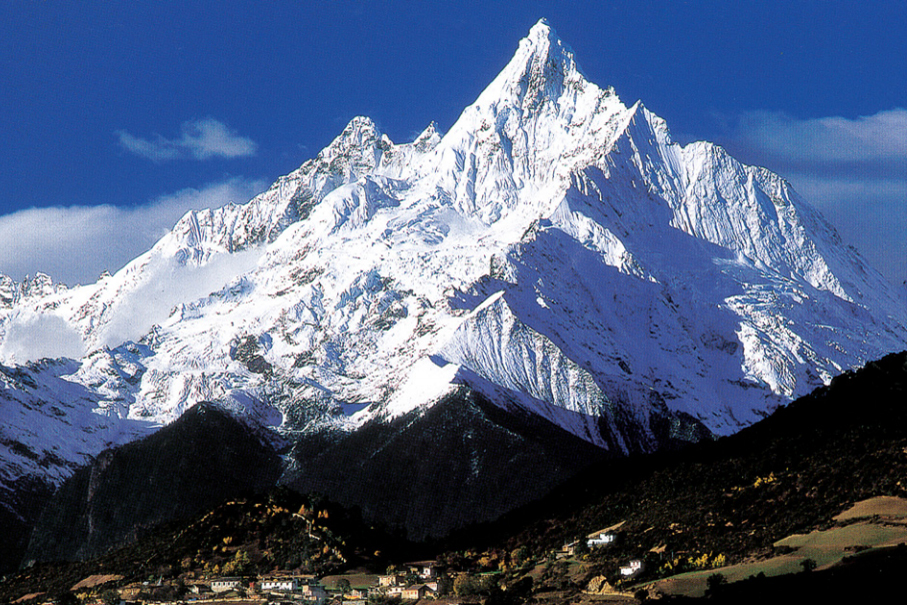
梅里雪山
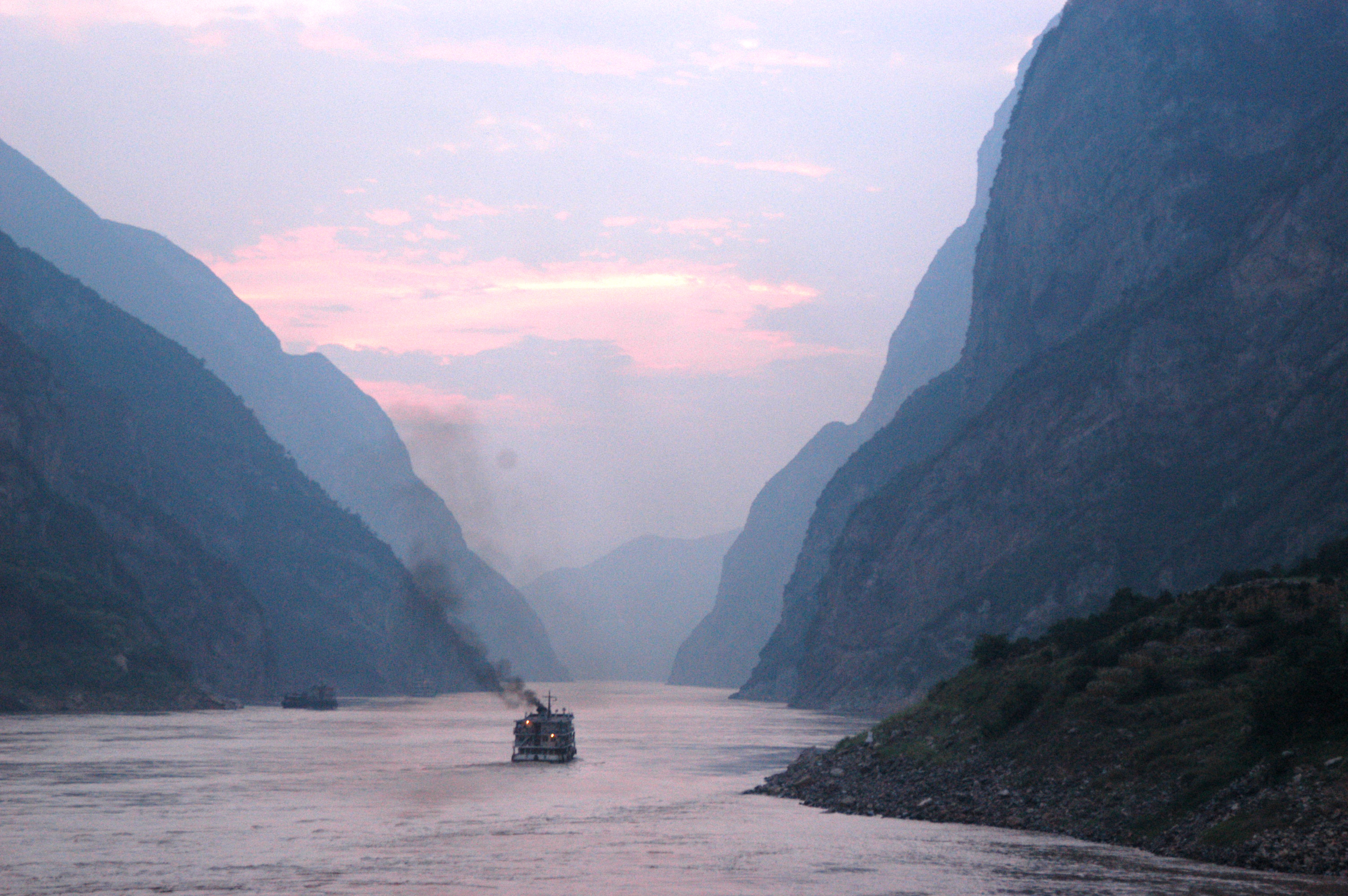
金沙江
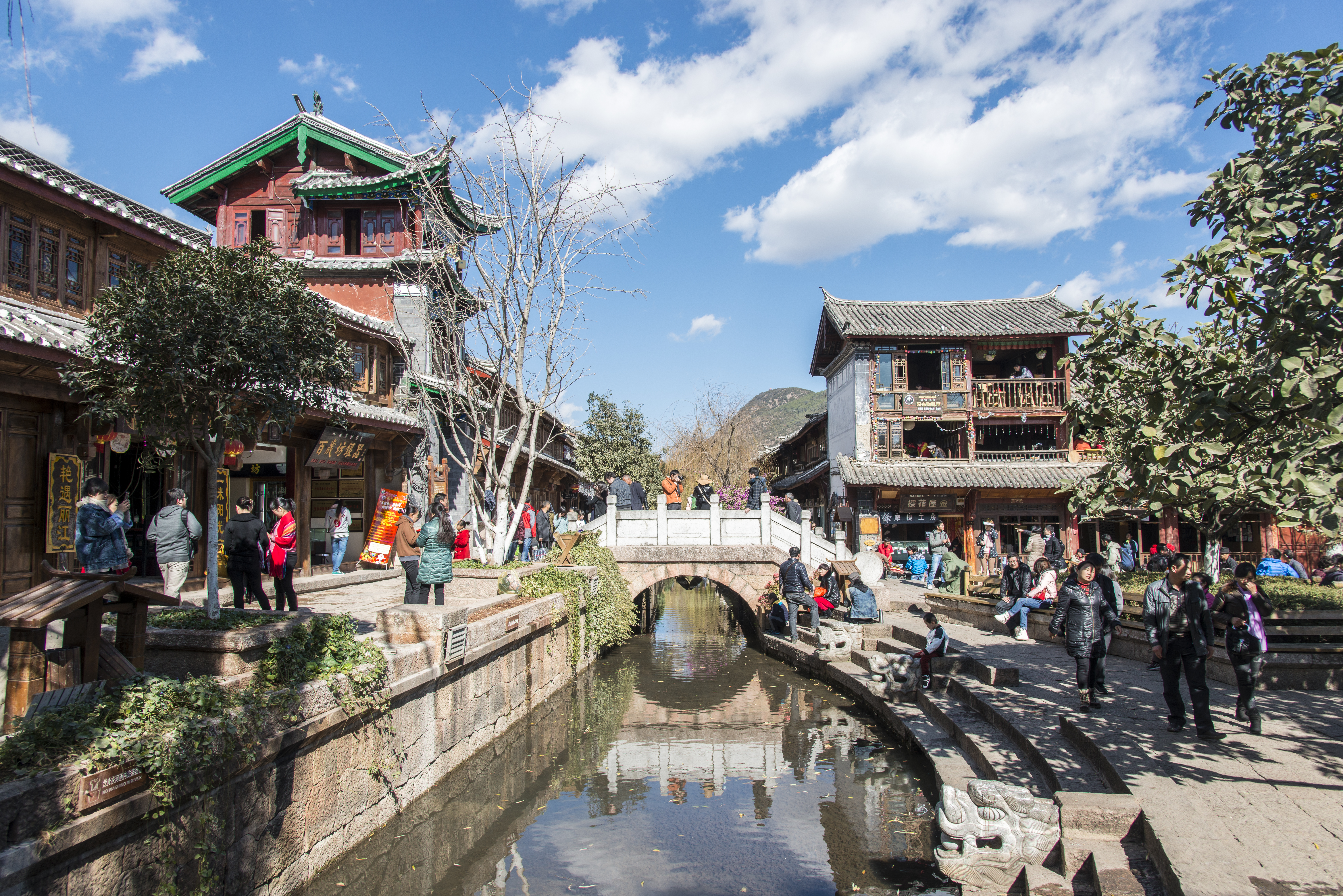
麗江古城
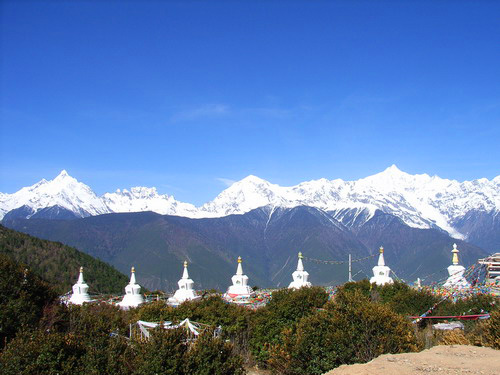
三江併流
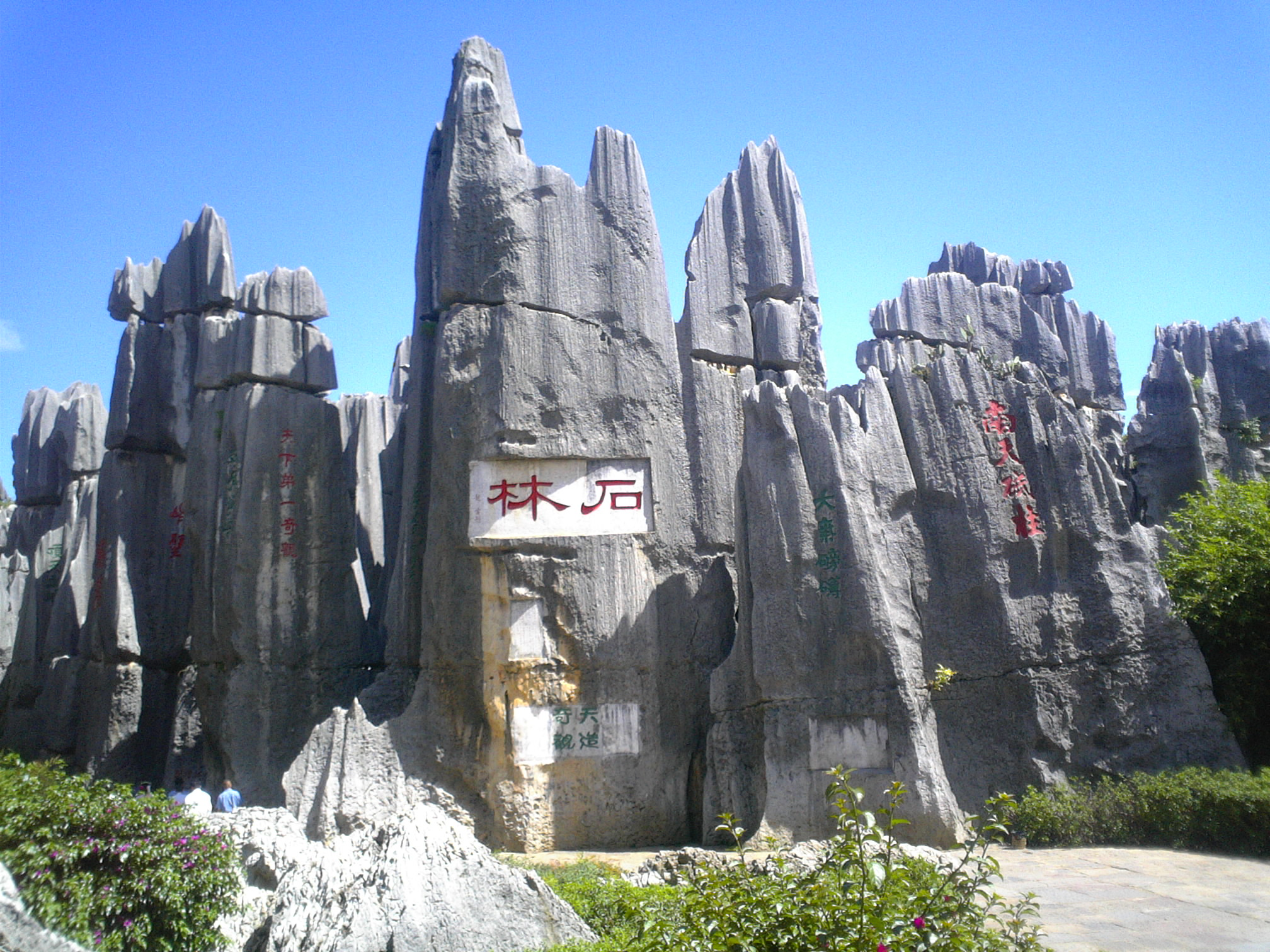
中国南方カルスト